# ダイジン
ダイジン(Daidzin)は、イソフラボンとして知られるフィトケミカルで、天然の有機化合物である。クズやダイズの葉で見られる。
ダイジンは、ダイゼインの7-O-グルコシドである。
動物実験から、アルコール依存症の治療への可能性が示されている。

## ダイジンを含む植物
- Pueraria candollei[4]
- Pueraria lobata（クズ）[5]
- Pueraria thomsonii[6]
- Pueraria thunbergiana[7]